# Révolte au zoo
Pour plus de détails, voir Fiche technique et Distribution.
Révolte au zoo (Zoo in Budapest) est un film américain en noir et blanc réalisé par Rowland V. Lee, sorti en 1933.
Les copies originales en 35 mm du film contenaient des séquences teintées en ambre ou en bleu.

## Synopsis
Zani est un jeune homme solitaire qui a grandi au milieu des animaux. Il travaille désormais dans un zoo à Budapest, en Hongrie. Il aime tellement les bêtes sauvages qu'il vole les manteaux de fourrure des femmes qu'il croise pour ensuite les brûler. Un jour, il rencontre Eve, une magnifique orpheline venue se cacher dans le zoo après s'être échappée de sa pension. Ils s'éprennent follement l'un de l'autre. Le directeur du zoo, le docteur Grunbaum, organise des recherches pour retrouver les deux amoureux qui se sont réfugiés parmi les animaux. Ces derniers se révoltent, sortent de leurs cages et envahissent le zoo.

## Fiche technique
- Titre : Révolte au zoo
- Titre original : Zoo in Budapest
- Réalisation : Rowland V. Lee
- Scénario : Dan Totheroh, Louise Long et Rowland V. Lee, d'après une histoire de Melville Baker et Jack Kirkland
- Direction musicale : Louis De Francesco
- Musique de divers compositeurs non crédités, dont : Marcel Delannoy, Hugo Friedhofer, Werner Janssen
- Photographie : Lee Garmes
- Montage : Harold D. Schuster
- Direction artistique : William S. Darling
- Costumes : Earl Luick et Sam Benson
- Production : Jesse L. Lasky
- Société de production et de distribution : Fox Film
- Pays de production :  États-Unis
- Langue d'origine : anglais américain
- Format : noir et blanc et des séquences teintées — 35 mm — 1,37:1 — son : mono (Western Electric System)
- Genre : drame, romance
- Durée : 94 minutes
- Dates de sortie : 
  - États-Unis : 28 avril 1933
  - France : 2 juin 1933
  - Belgique : 22 septembre 1933

## Distribution
- Loretta Young : Eve
- Gene Raymond : Zani
- O.P. Heggie : Dr Grunbaum
- Wally Albright : Paul Vandor
- Paul Fix : Heinie
- Murray Kinnell : Garbosh
- Ruth Warren : Katrina
- Roy Stewart : Karl
- Frances Rich : Elsie
- Niles Welch : M. Vandor
- Doro Merande : Mlle Fennock